# Мукайда Маю
Маю Мукайда (яп. 向田 真優; нар. 22 червня 1997) — японська борчиня вільного стилю, олімпійська чемпіонка, триразова чемпіонка та дворазова срібна призерка чемпіонатів світу, чемпіонка та срібна призерка чемпіонатів Азії, дворазова володарка Кубків світу.

## Життєпис
Боротьбою почала займатися з 2002 року. У 2012 році стала чемпіонкою світу серед кадетів. Наступного року повторила цей успіх. У 2014 році стала чемпіонкою Азії серед кадетів та виграла Літні юнацькі Олімпійські ігри. У 2015 році стала чемпіонкою Азії серед юніорів, а у 2016 — чемпіонкою світу серед юніорів.
Виступає за борцівський клуб Університету Шигаккан. Тренери — Соко Йосімура, Кадзухіто Сакае, Сота Сідоті.

## Спортивні результати на міжнародних змаганнях

### Виступи на Олімпіадах
| Змагання                    | Збірна | Вагова категорія          | Місце  |
| --------------------------- | ------ | ------------------------- | ------ |
| Літні Олімпійські ігри 2020 | Японія | жіноча боротьба, до 53 кг | Золото |

### Виступи на Чемпіонатах світу
| Змагання                        | Збірна | Вагова категорія          | Місце  |
| ------------------------------- | ------ | ------------------------- | ------ |
| Чемпіонат світу з боротьби 2016 | Японія | жіноча боротьба, до 55 кг | Золото |
| Чемпіонат світу з боротьби 2017 | Японія | жіноча боротьба, до 53 кг | Срібло |
| Чемпіонат світу з боротьби 2018 | Японія | жіноча боротьба, до 55 кг | Золото |
| Чемпіонат світу з боротьби 2019 | Японія | жіноча боротьба, до 53 кг | Срібло |
| Чемпіонат світу з боротьби 2022 | Японія | жіноча боротьба, до 55 кг | Золото |

### Виступи на Чемпіонатах Азії
| Змагання                       | Збірна | Вагова категорія          | Місце  |
| ------------------------------ | ------ | ------------------------- | ------ |
| Чемпіонат Азії з боротьби 2017 | Японія | жіноча боротьба, до 53 кг | Золото |
| Чемпіонат Азії з боротьби 2019 | Японія | жіноча боротьба, до 53 кг | Срібло |
| Чемпіонат Азії з боротьби 2020 | Японія | жіноча боротьба, до 53 кг | Срібло |

### Виступи на Кубках світу
| Змагання                    | Збірна | Вагова категорія | Місце  |
| --------------------------- | ------ | ---------------- | ------ |
| Кубок світу з боротьби 2017 | Японія | команда          | Золото |
| Кубок світу з боротьби 2018 | Японія | команда          | Золото |

### Виступи на інших змаганнях
| Змагання                                         | Збірна | Вагова категорія          | Місце  |
| ------------------------------------------------ | ------ | ------------------------- | ------ |
| Гран-прі «Іван Яригін» 2015                      | Японія | жіноча боротьба, до 53 кг | Срібло |
| Klippan Lady Open 2015                           | Японія | жіноча боротьба, до 53 кг | Золото |
| Золотий Гран-прі з боротьби 2015                 | Японія | жіноча боротьба, до 53 кг | 7      |
| Klippan Lady Open 2016                           | Японія | жіноча боротьба, до 53 кг | Срібло |
| Гран-прі «Іван Яригін» 2017                      | Японія | жіноча боротьба, до 53 кг | Золото |
| Всеяпонський відкритий чемпіонат з боротьби 2018 | Японія | жіноча боротьба, до 55 кг | Золото |
| Відкритий чемпіонат Китаю з боротьби 2018        | Японія | жіноча боротьба, до 55 кг | Золото |
| Чемпіонат Японії з боротьби 2018                 | Японія | жіноча боротьба, до 53 кг | Золото |

### Виступи на змаганнях молодших вікових груп
| Змагання                                      | Збірна | Вагова категорія          | Місце  |
| --------------------------------------------- | ------ | ------------------------- | ------ |
| Чемпіонат світу з боротьби серед кадетів 2012 | Японія | жіноча боротьба, до 52 кг | Золото |
| Чемпіонат світу з боротьби серед кадетів 2013 | Японія | жіноча боротьба, до 52 кг | Золото |
| Чемпіонат Азії з боротьби серед кадетів 2014  | Японія | жіноча боротьба, до 52 кг | Золото |
| Літні юнацькі Олімпійські ігри 2014           | Японія | жіноча боротьба, до 52 кг | Золото |
| Чемпіонат Азії з боротьби серед юніорів 2015  | Японія | жіноча боротьба, до 55 кг | Золото |
| Чемпіонат світу з боротьби серед юніорів 2016 | Японія | жіноча боротьба, до 55 кг | Золото |